# Eystrup
Eystrup – miejscowość i gmina w Niemczech w kraju związkowym Dolna Saksonia, w powiecie Nienburg (Weser), wchodzi w skład gminy zbiorowej Grafschaft Hoya. Do 31 grudnia 2010 siedziba gminy zbiorowej Eystrup.